# Maisonnisses

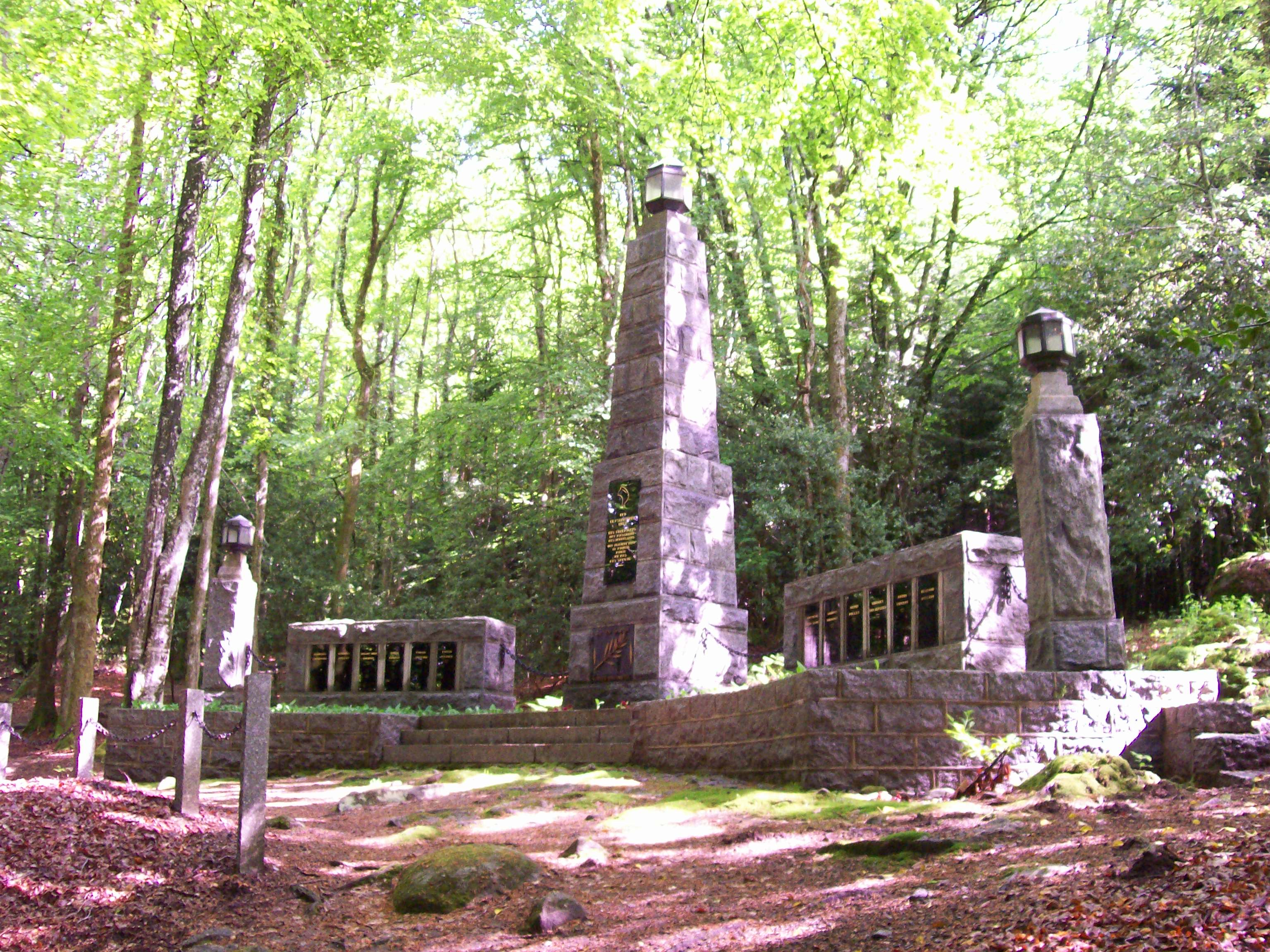
Pomnik poległych 7 września 1943 (2008)

Maisonnisses – miejscowość i gmina we Francji, w regionie Nowa Akwitania, w departamencie Creuse.
Według danych na rok 1990 gminę zamieszkiwało 206 osób, a gęstość zaludnienia wynosiła 19 osób/km² (wśród 747 gmin Limousin Maisonnisses plasuje się na 425. miejscu pod względem liczby ludności, natomiast pod względem powierzchni na miejscu 540.).

## Populacja

Populacja Maisonnisses w latach 1962–2008